# Alonso Portocarreiro XIII Senhor de Moguer

Brasão de Armas da Casa de Portocarrero

Alonso Portocarreiro XIII Senhor de Moguer (? - 1622) foi além de XIII Senhor de Moguer o V Marquês de Villanueva del Fresno, senhorios da Casa de Portocarreiro .
Foi filho de João Portocarreiro foi o XII Senhor de Moguer e capitão-General das galés do Reino de Portugal corria o ano de 1621.   Veio a casar com Isabel da Cueva, filha de D. Álvaro de Bazán, Marquês de Santa Cruz de Mudela, militar que desbaratou a armada luso-francesa de D. António I na batalha naval de Vila Franca e submeteu em 1583 a ilha Terceira pelo desembarque da Baía das Mós, saqueando a cidade de Angra. Do seu casamento com Isabel da Cueva teve:
1. João Pedro Portocarreiro, faleceu com 10 anos de idade.
2. Francisca Luísa Portocarreiro XIV Senhora de Moguer, casou por quatro vezes, a primeira com Pedro López de Ayala, 6º conde de Fuensalida e a segunda com António Portocarreiro de Moscoso a terceira com Alonso Gaspar de Córdoba e Alvarado e a quarta com Luís Fernandes de Córdoba.